# Abanten
Die Abanten (altgriechisch Ἄβαντες, ábantes) waren ein frühgeschichtlicher altgriechischer Volksstamm, der auf der Insel Euböa heimisch war. Er wird bereits von den ältesten griechischen Autoren erwähnt.
Der Ursprung der Abanten ist ungeklärt. Wahrscheinlich waren sie Teil einer Völkerbewegung von der Mündung des Asopos aus über die Meerenge des Euripos nach Euböa. Auch über den Ursprung des Namens Abanten gibt es verschiedene Theorien: Aristoteles führte ihn auf Thraker aus der griechischen Stadt Abai zurück, die nach Euböa gekommen seien und die dortigen Bewohner Abantes genannt haben sollen. Andere führen den Namen auf den mythischen Stammvater Abas, König von Argos, oder auf andere gleichnamige mythische Personen zurück.
Die Abanten werden als kriegerisches Volk geschildert. Ursprünglich hatten sie um die Orte Chalkis und Eretria herum gesiedelt, von wo aus sie die anderen euböischen Völker (darunter die Kureten) unterwarfen, bis sie schließlich – offenbar schon zur Zeit Homers – über die ganze Insel herrschten. Euböa soll sogar nach ihnen Ἀβαντίς genannt worden sein. Sie schoren – wie die Kureten – das Vorderhaupt kahl und ließen nur am Hinterkopf das Haar lang wachsen, damit sie beim Nahkampf nicht am Haar gehalten werden konnten. Laut Homer sandten sie 40 Schiffe unter ihrem Anführer Elephenor gegen Troja.
Die Abanten wurden wohl von den nach Euböa eindringenden Ioniern verdrängt oder assimiliert, so dass ihr Name früh aus der Geschichte verschwand. Antike Autoren berichten aber, dass Teile des Stammes sich zuvor schon auf den griechischen Inseln und in Kleinasien angesiedelt hätten. Laut Ion von Chios seien beispielsweise Abanten neben Karern zur Zeit des mythischen Königs Oinopion auf Chios eingewandert; beide Völkergruppen seien aber später entweder getötet oder vertrieben worden. Nach Herodot gehörten zahlreiche Einwohner der ionischen Städte Kleinasiens den Abanten an. Auch im Namen einer der Phylen der Stadt Chalkis, die als Abantis bezeichnet wurde, erhielt sich ihr Name bis in spätere Zeiten.